# Rhombosolea retiaria
Rhombosolea retiaria är en fiskart som beskrevs av Hutton, 1874. Rhombosolea retiaria ingår i släktet Rhombosolea och familjen flundrefiskar. Inga underarter finns listade i Catalogue of Life.